# Белов, Михаэль Арнольдович
Михаэ́ль Арно́льдович Бело́в (род. 21 ноября 2001, Люберцы) — российский автогонщик, в данный момент выступающий в Региональном европейском чемпионате Формулы-Альпин в составе G4 Racing.

## Гоночная карьера

### Картинг
Михаэль Белов начал заниматься картингом в возрасте шести лет, первоначально принимая участие в детских межклубных соревнованиях (ДМС) и Sodi World Series. В 2014 году Михаэль стал победителем финала Sodi в юниорской категории. Также Белов выступал в турнирах под эгидой Rotax. В 2015 году он стал чемпионом России и занял второе место в гранд-финале в категории Mini Max Small.

### Формула-4
Первые тесты за рулём машины Формулы-4 Михаэль Белов провёл в 14 лет на эстонской трассе в Пярну, а профессиональную карьеру начал в 2017 году, когда выступил в СМП Формуле-4 в составе SMP Racing. Свой первый подиум на этом уровне Белов завоевал в заключительной гонке на трассе в Ассене, где финишировал третьим. В личном зачёте дебютного сезона Михаэль расположился на восьмом месте.
Первую победу в Формуле-4 Белов также отпраздновал в СМП Формуле-4 — в 2018 году он выиграл первую гонку этапа в Нижнем Новгороде, а всего в том сезоне одержал пять побед, став вице-чемпионом серии.
В 2019 году Михаэль начал европейскую карьеру, подписав контракт с итальянским коллективом BhaiTech Racing. Белов закончил на подиуме первые же две гонки этапа итальянской Формулы-4 в Валлелунге, а затем, пропустив этап в Ошерслебене, начал выступления и в немецком чемпионате Ф4. Именно в серии ADAC Михаэль отпраздновал и свой первый европейский успех, выиграв первую гонку заключительного этапа на Заскенринге. По итогам сезона в Германии Белов с одной победой и одним подиумом занял восьмое место, а в итальянском чемпионате стал четвёртым, семь раз поднявшись на пьедестал почёта.

### Формула-Рено и Азиатская Формула-3
В конце 2019 года Михаэль Белов принял участие в пост-сезонных тестах Еврокубка Формулы-Рено, став по их итогам лучшим из новичков, а в феврале 2020-го подписал соглашение с командой азиатской Ф3 BlackArts. Михаэль принял участие в гонках заключительного этапа чемпионата, проходивших на автодроме Chang, и в итоге дважды финишировал четвёртым и один раз пятым, в том числе поднявшись на подиум третьего заезда из-за того, что победивший Юкио Сасахара не имел права набирать очки.
Позже из-за пандемии COVID-19 старт сезона Еврокубка Формулы-Рено был отложен, из-за чего гонщик команды M2 Competition Рис Усидзима был вынужден отказаться от участия в чемпионате. Его место в бельгийском коллективе занял Белов.

### Формула-3
В августе 2020 года гонщик Формулы-3 Давид Шумахер перешёл из команды Charouz Racing System в Carlin. На оставшееся свободным место был приглашён Михаэль Белов. В новом для себя чемпионате Михаэль дебютировал на этапе в Спа-Франкоршам, а уже в Монце впервые финишировал в очковой зоне, став десятым.
По завершении чемпионата Белов на три этапа вновь вернулся в Еврокубок Формулы-Рено, заменив в составе R-ace GP Петра Птачека. В заключительных шести гонках Михаэль трижды финишировал в очковой десятке, а закончил год на 13-м месте.
Также Михаэль Белов принял участие в пост-сезонных и предсезонных тестах Формулы-3 в составе Charouz, однако позже чешская команда подписала контракт с Энцо Фиттипальди.

### Региональный европейский чемпионат Формулы
Из-за неизвестности Михаэль Белов был вынужден пропустить начало гоночного сезона-2021, а летом принял решение перейти в Региональный европейский чемпионат Формулы. Изначально Белов подписал контракт с JD Motorsport и в качестве гостевого гонщика выступил на этапе во французском Ле-Кастелле. Михаэль дважды занял второе место, однако не получил очков в личный зачёт. После этого стало известно, что россиянин полноценно переходит в G4 Racing.
Первую победу в чемпионате Михаэль одержал на этапе в Спа-Франкоршам.

## За пределами гонок
В 2019 году Михаэль Белов стал участником реалити-шоу «Россия рулит» на телеканале НТВ.

## Результаты выступлений

### Общая статистика
| Сезон   | Серия                                      | Команда               | Гонки | Победы | Поулы | Л/Круги | Подиумы | Очки | Место |
| ------- | ------------------------------------------ | --------------------- | ----- | ------ | ----- | ------- | ------- | ---- | ----- |
| 2017    | СМП Формула-4                              | SMP Racing            | 20    | 0      | 0     | 0       | 1       | 104  | 8     |
| 2018    | СМП Формула-4                              | SMP Racing            | 21    | 5      | 4     | 7       | 11      | 275  | 2     |
| 2019    | Итальянская Формула-4                      | Bhai Tech Racing      | 21    | 0      | 0     | 1       | 7       | 179  | 4     |
| 2019    | ADAC Формула-4                             | R-ace GP              | 17    | 1      | 0     | 1       | 2       | 122  | 8     |
| 2019-20 | Азиатская Формула-3                        | BlackArts Racing Team | 3     | 0      | 0     | 1       | 0       | 39   | 11    |
| 2020    | Еврокубок Формулы-Рено                     | M2 Competition        | 4     | 0      | 0     | 0       | 0       | 40   | 13    |
| 2020    | Еврокубок Формулы-Рено                     | R-ace GP              | 6     | 0      | 0     | 0       | 0       | 40   | 13    |
| 2020    | Формула-3                                  | Charouz Racing System | 6     | 0      | 0     | 0       | 0       | 1    | 23    |
| 2021    | Региональный европейский чемпионат Формулы | JD Motosport          | 2     | 0      | 0     | 1       | 2       | 116  | 8     |
| 2021    | Региональный европейский чемпионат Формулы | G4 Racing             | 11    | 2      | 2     | 3       | 3       | 116  | 8     |

### СМП Формула-4
| Сезон | Команда    | 1       | 2       | 3       | 4       | 5          | 6          | 7       | 8       | 9       | 10       | 11         | 12      | 13       | 14       | 15       | 16          | 17       | 18       | 19       | 20       | 21         | Место | Очки |
| ----- | ---------- | ------- | ------- | ------- | ------- | ---------- | ---------- | ------- | ------- | ------- | -------- | ---------- | ------- | -------- | -------- | -------- | ----------- | -------- | -------- | -------- | -------- | ---------- | ----- | ---- |
| 2017  | SMP Racing | СОЧ 1 9 | СОЧ 2 9 | СОЧ 3 8 | СМО 1 9 | СМО 2 4    | СМО 3 Сход | АХВ 1 4 | АХВ 2 4 | АХВ 3 9 | ПЯР 1 НС | ПЯР 2 Сход | ПЯР 3 4 | МОС1 1 7 | МОС1 2 6 | МОС1 3 5 | МОС2 1 Сход | МОС2 2 5 | МОС2 3 4 | АСС 1 10 | АСС 2 13 | АСС 3      | 8     | 104  |
| 2018  | SMP Racing | СМО 1 5 | СМО 2 4 | СМО 3 4 | НИЖ 1   | НИЖ 2 Сход | НИЖ 3 1    | МОС 1 4 | МОС 2 7 | МОС 3 7 | МЯЧ 1 3  | МЯЧ 2      | МЯЧ 3   | АХВ 1 2  | АХВ 2 5  | АХВ 3 1  | АЛА 1 2     | АЛА 2 1  | АЛА 3 2  | АСС 1    | АСС 2 4  | АСС 3 Сход | 2     | 275  |

### Итальянская Формула-4
| Сезон | Команда          | 1       | 2       | 3        | 4       | 5       | 6       | 7       | 8     | 9        | 10         | 11       | 12       | 13      | 14      | 15      | 16      | 17      | 18      | 19      | 20      | 21    | 22         | Место | Очки |
| ----- | ---------------- | ------- | ------- | -------- | ------- | ------- | ------- | ------- | ----- | -------- | ---------- | -------- | -------- | ------- | ------- | ------- | ------- | ------- | ------- | ------- | ------- | ----- | ---------- | ----- | ---- |
| 2019  | Bhai Tech Racing | ВЛЛ 1 2 | ВЛЛ 2 3 | ВЛЛ 3 28 | МИЗ 1 9 | МИЗ 2 7 | МИЗ 3 О | ХУН 1 7 | ХУН 2 | ХУН 3 18 | РБР 1 Сход | РБР 2 11 | РБР 3 10 | ИМО 1 3 | ИМО 2 4 | ИМО 3 2 | ИМО 4 5 | МУД 1 5 | МУД 2 9 | МУД 3 5 | МНЦ 1 2 | МНЦ 2 | МНЦ 3 Сход | 4     | 179  |

### ADAC Формула-4
| Сезон | Команда  | 1     | 2     | 3     | 4        | 5        | 6        | 7        | 8           | 9       | 10      | 11      | 12      | 13    | 14      | 15          | 16       | 17       | 18    | 19      | 20       | Место | Очки |
| ----- | -------- | ----- | ----- | ----- | -------- | -------- | -------- | -------- | ----------- | ------- | ------- | ------- | ------- | ----- | ------- | ----------- | -------- | -------- | ----- | ------- | -------- | ----- | ---- |
| 2019  | R-ace GP | ОШЕ 1 | ОШЕ 2 | ОШЕ 3 | РБР 1 13 | РБР 2 20 | РБР 3 12 | ХОК1 1 4 | ХОК1 2 Сход | ЗАН 1 6 | ЗАН 2 5 | ЗАН 3 5 | НЮР 1 6 | НЮР 2 | НЮР 3 8 | ХОК2 1 Сход | ХОК2 2 5 | ХОК2 3 4 | ЗАК 1 | ЗАК 2 9 | ЗАК 3 14 | 8     | 122  |

### Еврокубок Формулы-Рено
| Сезон | Команда        | 1       | 2       | 3         | 4           | 5     | 6     | 7     | 8     | 9     | 10    | 11    | 12    | 13    | 14    | 15        | 16        | 17       | 18      | 19       | 20      | Место | Очки |
| ----- | -------------- | ------- | ------- | --------- | ----------- | ----- | ----- | ----- | ----- | ----- | ----- | ----- | ----- | ----- | ----- | --------- | --------- | -------- | ------- | -------- | ------- | ----- | ---- |
| 2020  | M2 Competition | МНЦ 1 5 | МНЦ 2 4 | ИМО1 1 10 | ИМО1 2 Сход | НЮР 1 | НЮР 2 | МАН 1 | МАН 2 | ЗАН 1 | ЗАН 2 | КАТ 1 | КАТ 2 | СПА 1 | СПА 2 |           |           |          |         |          |         | 13    | 40   |
| 2020  | R-ace GP       |         |         |           |             |       |       |       |       |       |       |       |       |       |       | ИМО2 1 11 | ИМО2 1 10 | ХОК 1 14 | ХОК 2 6 | ПОЛ 1 15 | ПОЛ 2 6 | 13    | 40   |

### Формула-3
| Сезон | Команда               | 1        | 2        | 3        | 4        | 5       | 6       | 7        | 8        | 9        | 10       | 11      | 12      | 13         | 14           | 15         | 16         | 17         | 18         | Место | Очки |
| ----- | --------------------- | -------- | -------- | -------- | -------- | ------- | ------- | -------- | -------- | -------- | -------- | ------- | ------- | ---------- | ------------ | ---------- | ---------- | ---------- | ---------- | ----- | ---- |
| 2020  | Charouz Racing System | РБР1 ГОН | РБР1 СПР | РБР2 ГОН | РБР2 СПР | ХУН ГОН | ХУН СПР | СИЛ1 ГОН | СИЛ1 СПР | СИЛ2 ГОН | СИЛ2 СПР | КАТ ГОН | КАТ СПР | СПА ГОН 20 | СПА СПР Сход | МНЦ ГОН 10 | МНЦ СПР 13 | МУД ГОН 27 | МУД СПР 23 | 23    | 1    |

### Региональный европейский чемпионат Формулы
| Сезон | Команда       | 1     | 2     | 3     | 4     | 5     | 6     | 7       | 8     | 9       | 10       | 11    | 12      | 13      | 14         | 15      | 16      | 17      | 18      | 19      | 20      | Место | Очки |
| ----- | ------------- | ----- | ----- | ----- | ----- | ----- | ----- | ------- | ----- | ------- | -------- | ----- | ------- | ------- | ---------- | ------- | ------- | ------- | ------- | ------- | ------- | ----- | ---- |
| 2021  | JD Motorsport | ИМО 1 | ИМО 2 | КАТ 1 | КАТ 2 | МОН 1 | МОН 2 | ПОЛ 1 2 | ПОЛ 2 |         |          |       |         |         |            |         |         |         |         |         |         | 8     | 116  |
| 2021  | G4 Racing     |       |       |       |       |       |       |         |       | ЗАН 1 9 | ЗАН 2 НС | СПА 1 | СПА 2 5 | РБР 1 6 | РБР 2 Сход | ВАЛ 1 5 | ВАЛ 2 1 | МУД 1 2 | МУД 2 4 | МНЦ 1 9 | МНЦ 2 8 | 8     | 116  |

### Комментарии
1. ↑  Белову не шли очки в зачёт на этапе в Поль Рикаре, так как он участвовал как гостевой гонщик